# Pritha sechellana
Pritha sechellana är en spindelart som beskrevs av Benoit 1978. Pritha sechellana ingår i släktet Pritha och familjen Filistatidae.
Artens utbredningsområde är Seychellerna. Inga underarter finns listade i Catalogue of Life.